# Escultura budista china

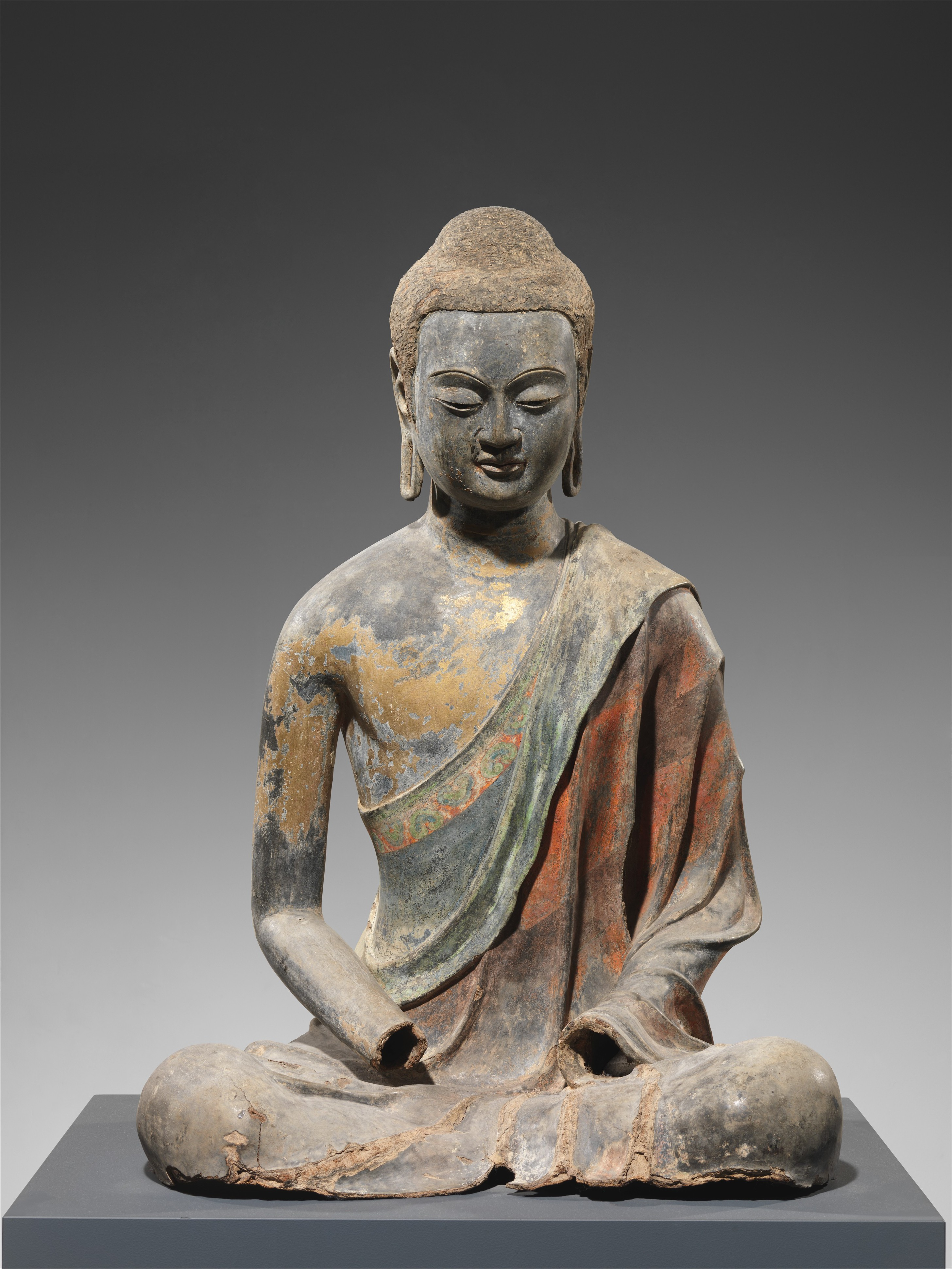
Buda, probablemente Amitabha (Amituofo), en el Museo Metropolitano de Arte

La escultura budista china se ha producido a lo largo de la historia del budismo en China. Las piezas escultóricas incluyen representaciones de Siddhartha Gautama, a menudo conocido como el «Iluminado» o «Buda», de bodhisattvas, monjes y varias deidades. China fue introducida a las enseñanzas del budismo en el siglo II a. C., durante la dinastía Han de China, y definitivamente durante el siglo II.

## Historia
Las primeras representaciones no comenzaron como esculturas de forma humana, sino más bien como un asiento-trono vacío, estela, árbol o estupa, una forma arquitectónica que finalmente inspiró la creación de pagodas en China.
La práctica comenzó en templos de cuevas excavadas en la roca, donde las tallas, en su mayoría en relieve, de las imágenes envolvieron cámaras y complejos que ilustran las creencias asociadas a las enseñanzas de Buda. La creación de estos templos y esculturas no generó únicamente méritos alineados con su propio crecimiento personal, sino que también dio ocasión a los devotos una referencia para el culto y la inspiración meditativa. Los principales sitios excavados en la roca, con grandes grupos de cuevas, incluyen las Grutas de Yungang, las grutas de Longmen, las cuevas de Maijishan y las cuevas de Mogao.

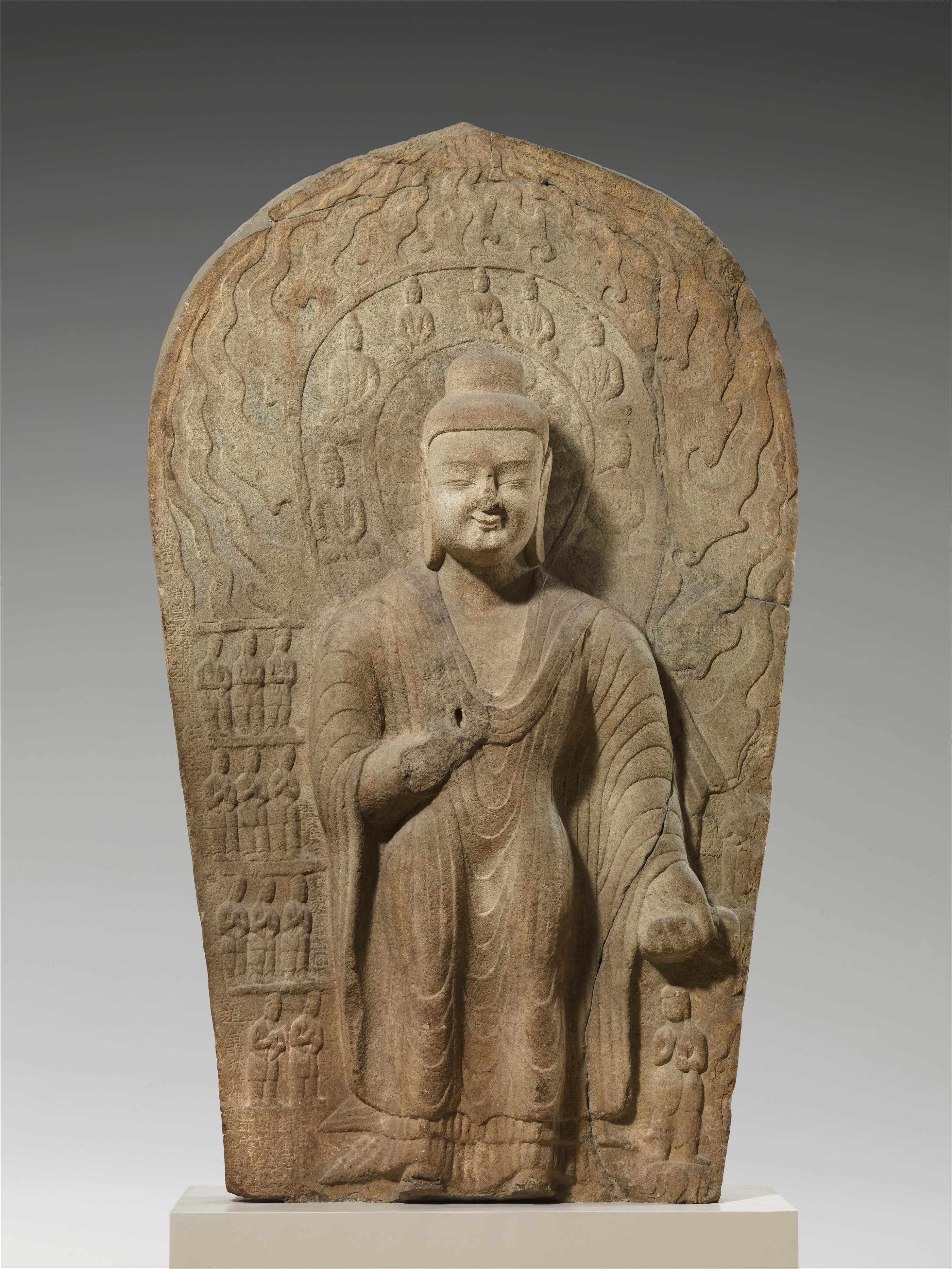
Buda Dipankara (Diguang),Museo Metropolitan de Arte.

Las esculturas, primero comenzaron a realizarse en la India y finalmente llegaron a su producción en China durante el siglo IV. Aunque se inspiró en representaciones indias, varias posiciones de sentado, expresiones faciales y tipo de ropa culminaron con una mezcla visual. Las esculturas con cuerpos delgados y prendas más gruesas encarnaban las tradiciones chinas por contraste a las variaciones indias que representaban grandes cuerpos y ropa transparente.  Los materiales para estas esculturas también variaron desde el gres, piedra caliza, madera, cerámica, bronce dorado hasta aleación de cobre. A pesar de la apariencia monótona de las esculturas restantes de la actualidad, estas obras fueron una vez brillantemente pintadas con una serie de pigmentos. Inicialmente, Buda era la persona o figura principal representada, los bodhisattvas fueron creados más tarde como obras independientes en como asistentes de Buda.
En China, dos bodhisattvas importantes fueron Avalokiteshvara (Guanyin) y Manjusri (Wenshu) que encarnaron la sabiduría y la compasión, virtudes importantes para conseguir un estado de iluminación y aplicación de «Tierra Pura» o « Budismo Zen». Durante el siglo IV y VI, China estaba viviendo una época de guerra en que los seguidores creían que su piedad de devoción ofrecería orientación, salud y riqueza en sus provincias y gobernantes. Las deidades se consideraban protectoras de las tradiciones budistas y se volvieron más elaboradas, su presentación como budismo tomó nuevas formas en los siglos siguientes.

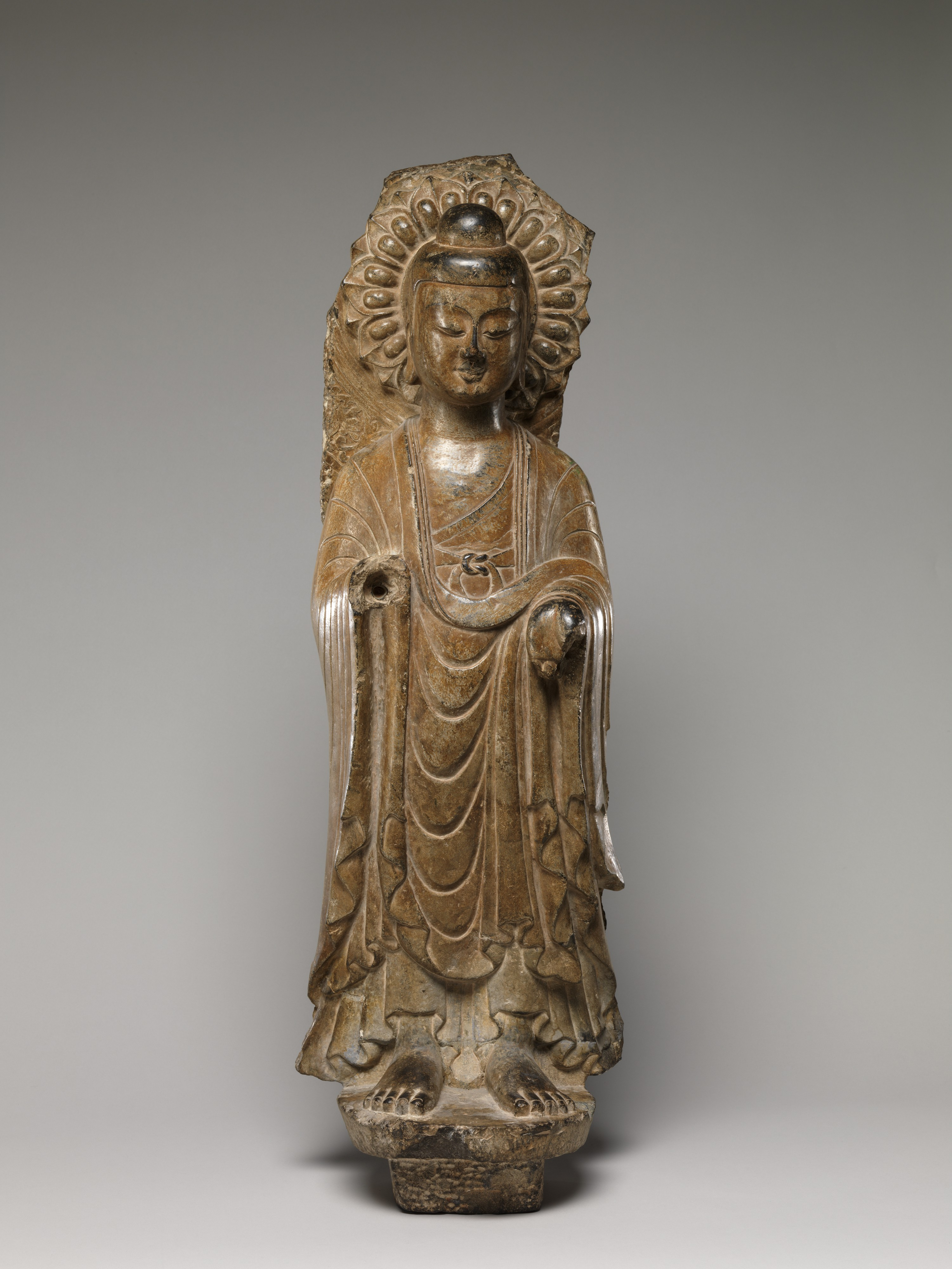
Buda (Fragmento de una estela más grande).
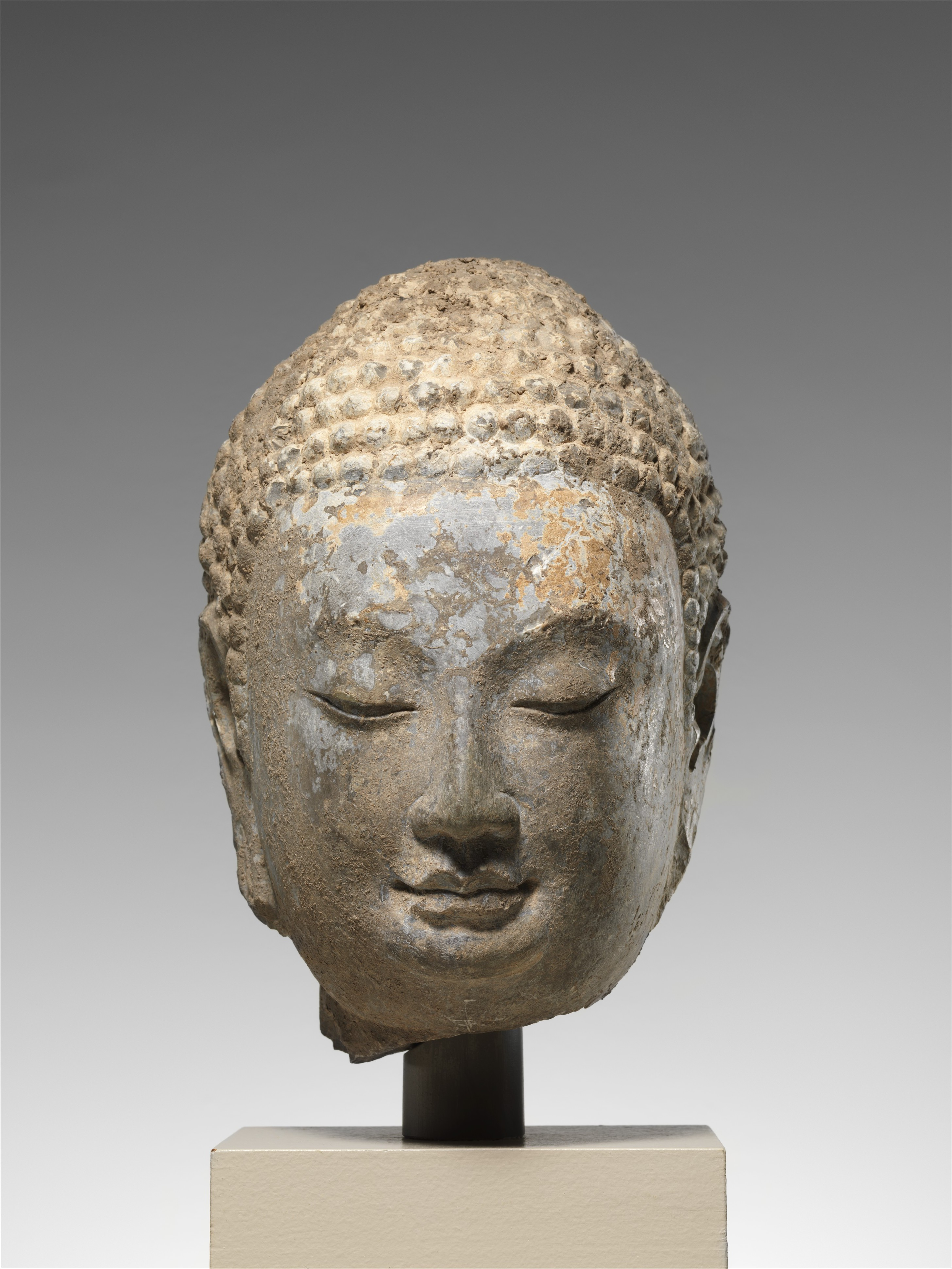
Cabeza de Buda.
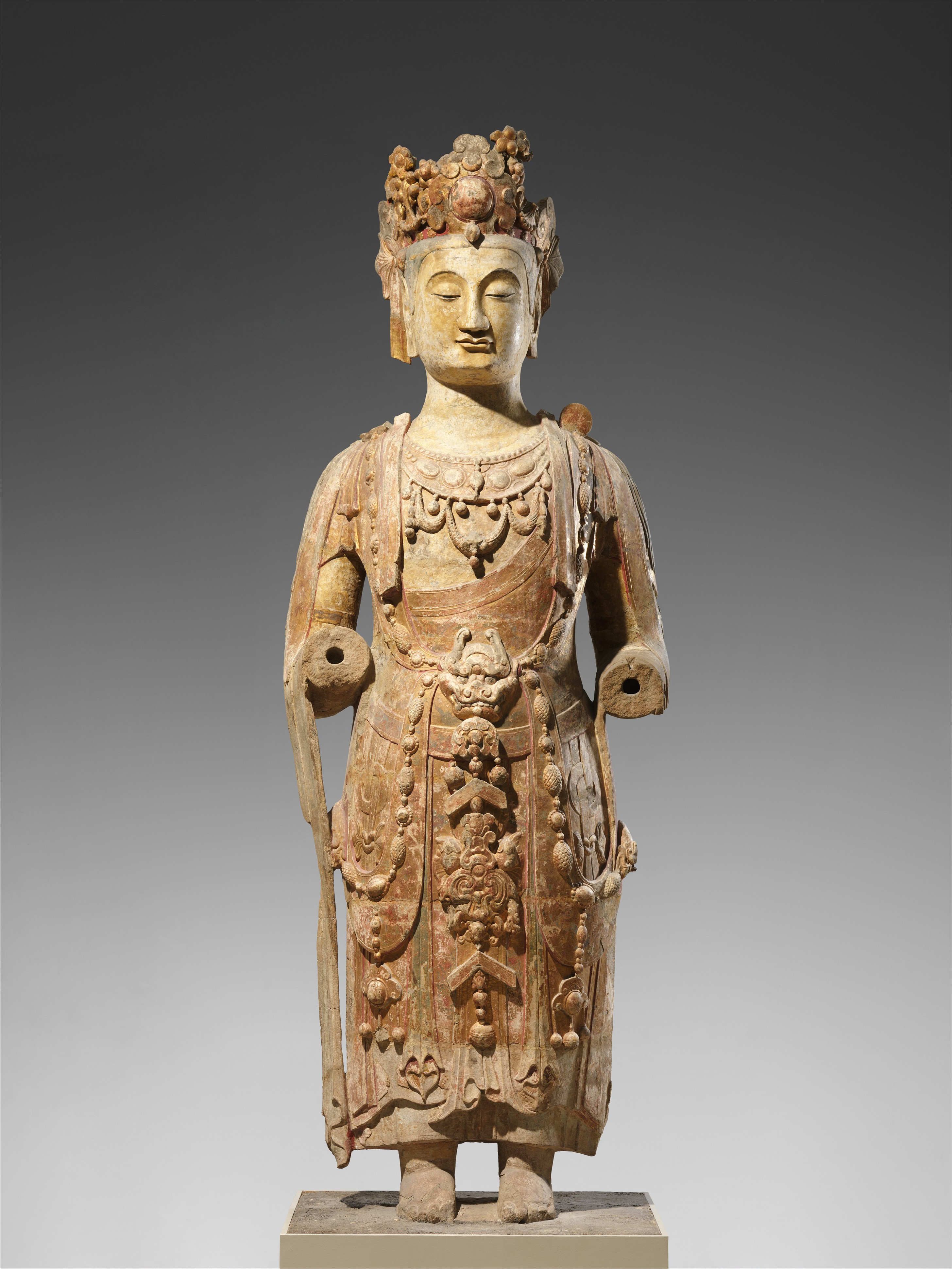
Probablemente Avalokiteshvara (Guanyin).
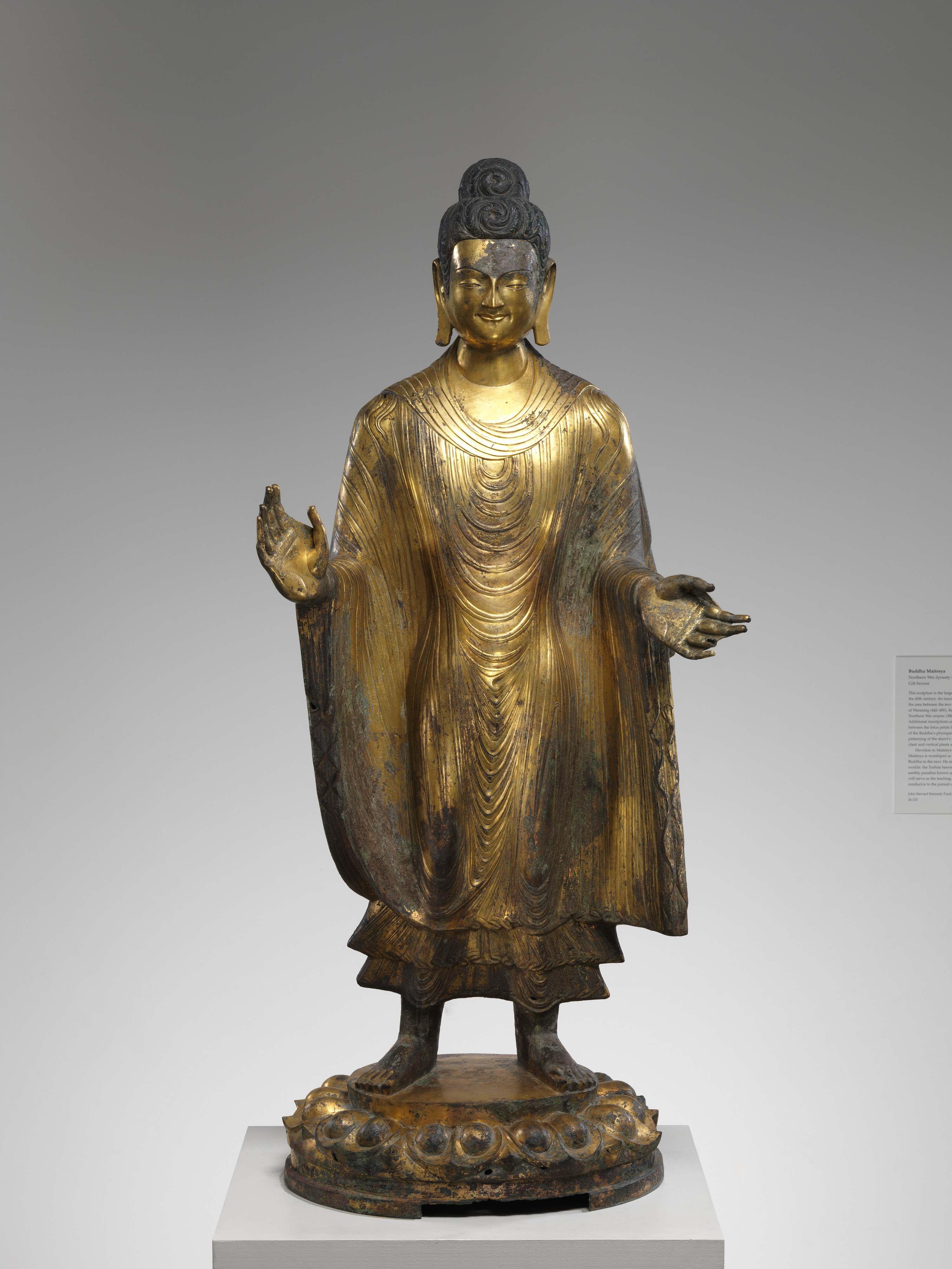
Buda Maitreya
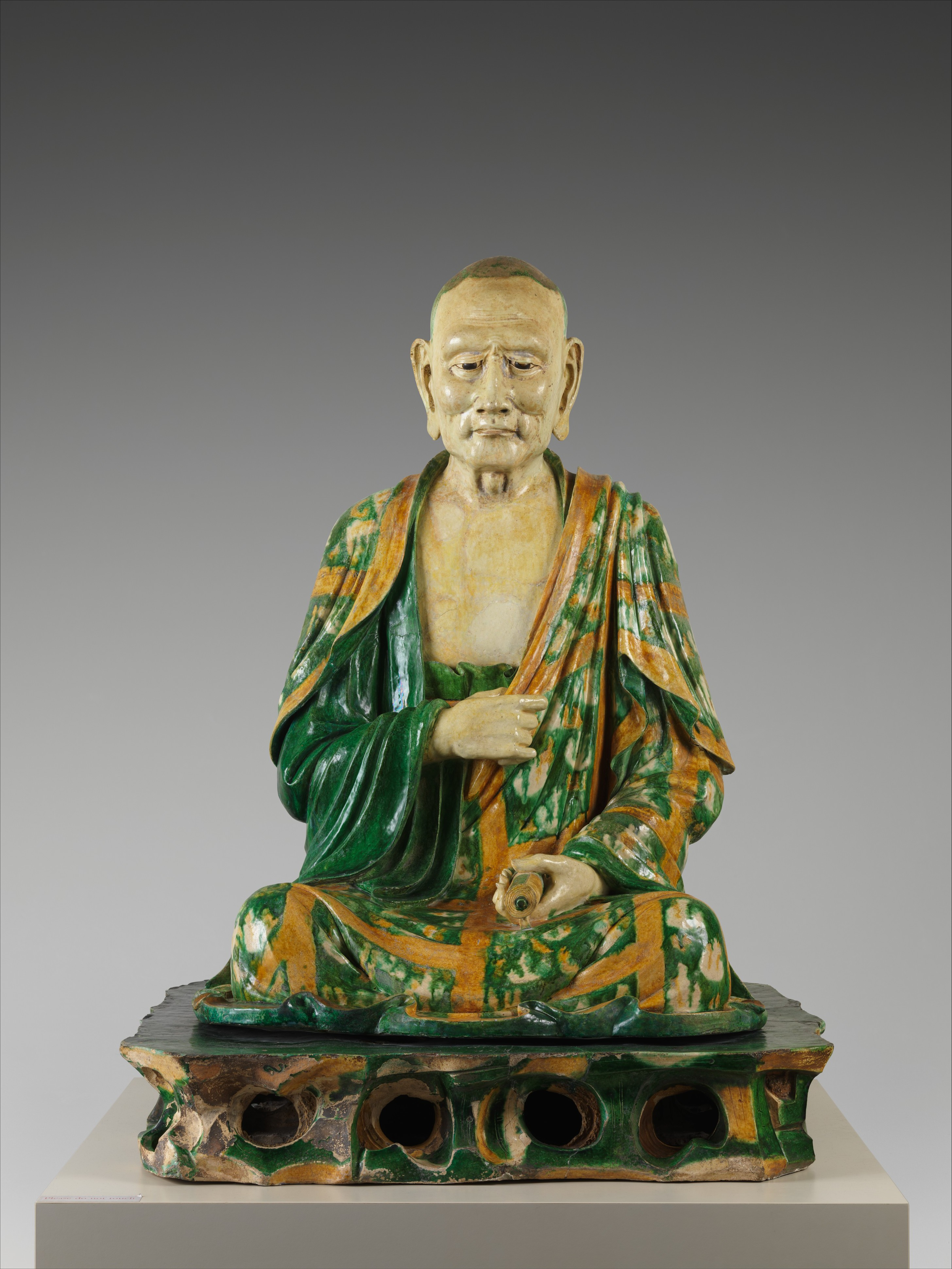
Arhat, uno de los Luohans de cerámica vidriada de Yixian.
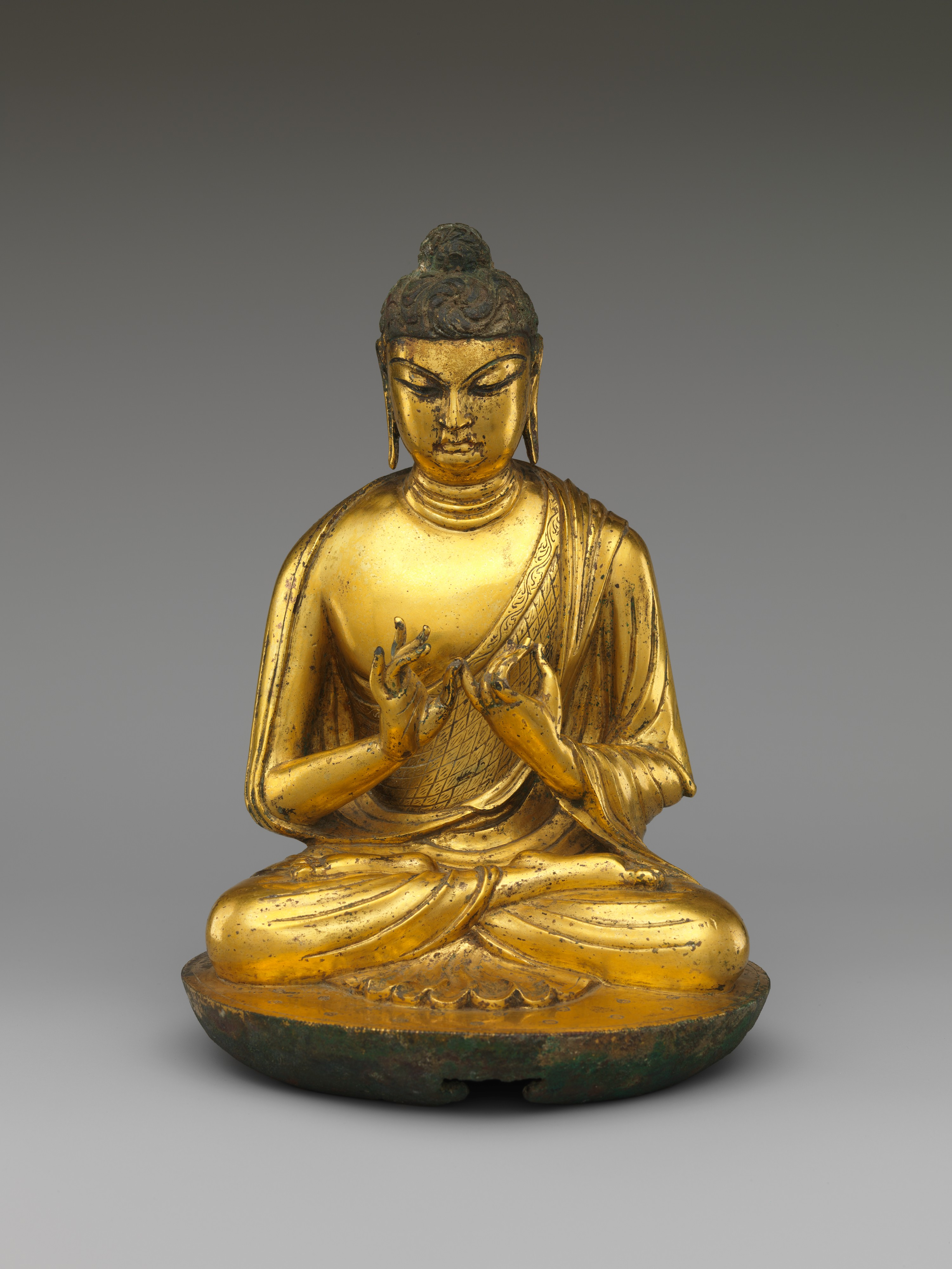
Buda Vairocana.
Bodhisattva Avalokiteshvara del Rugido de león.
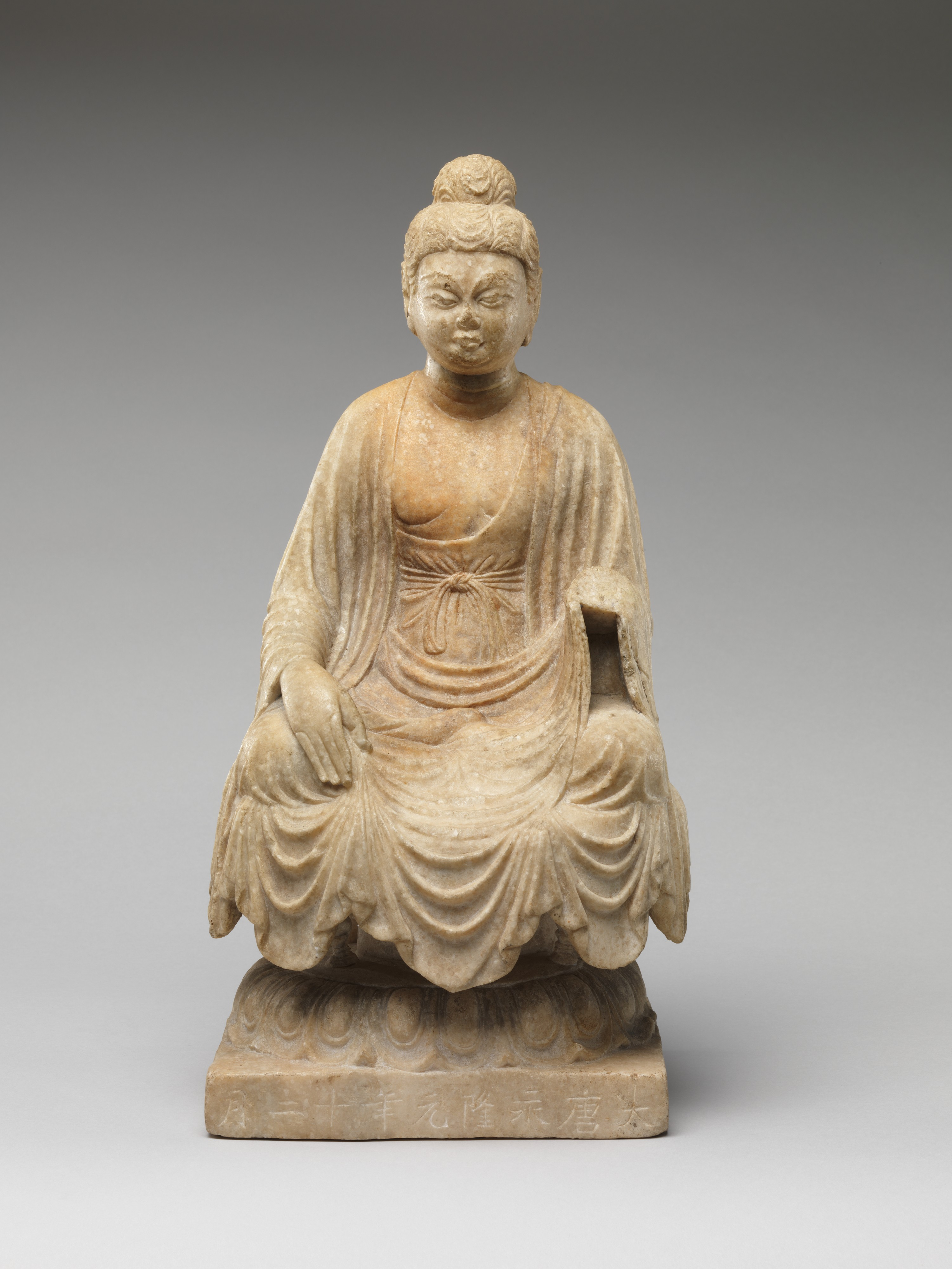
Buda.
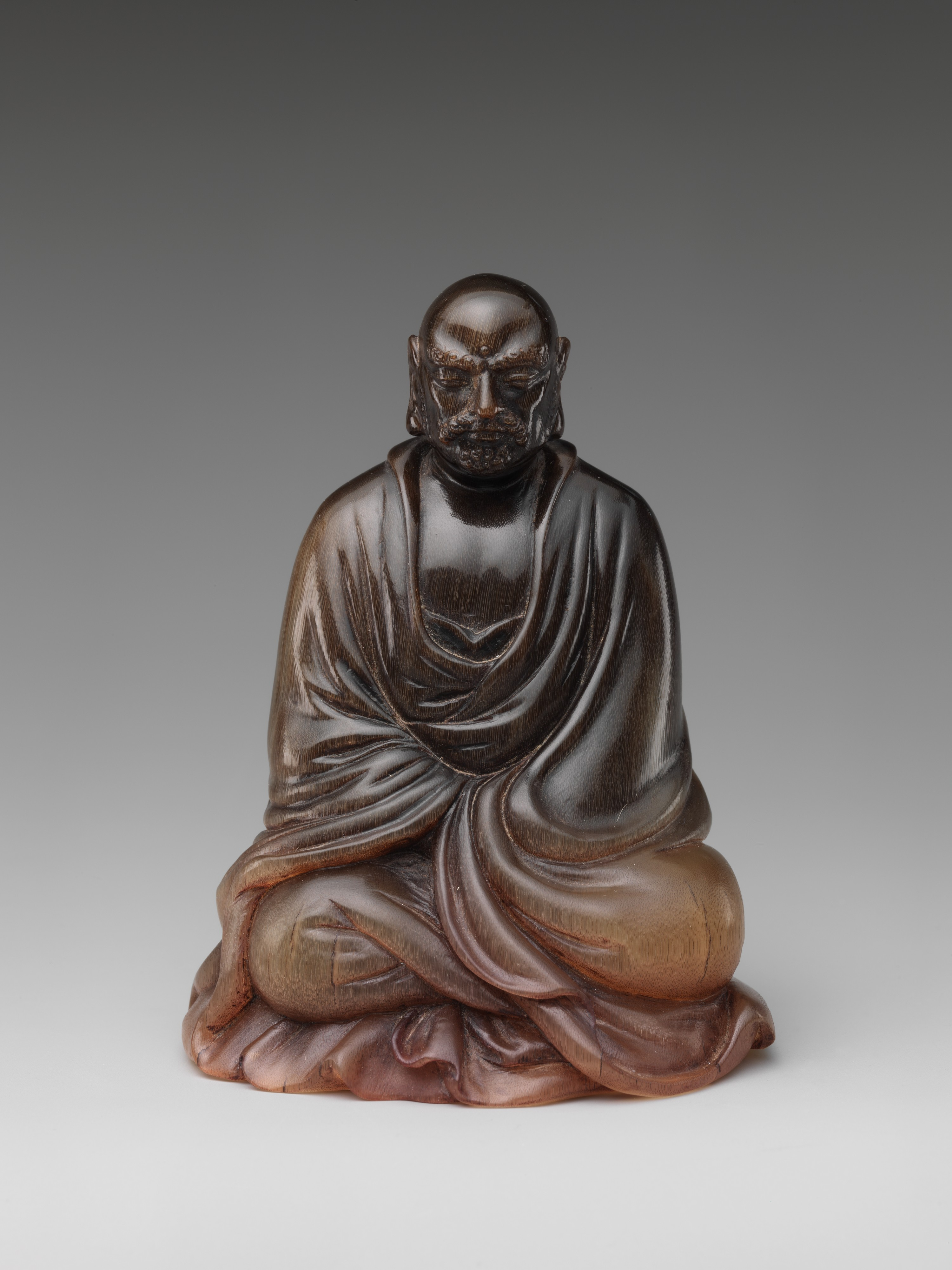
Monje budista Bodhidharma.
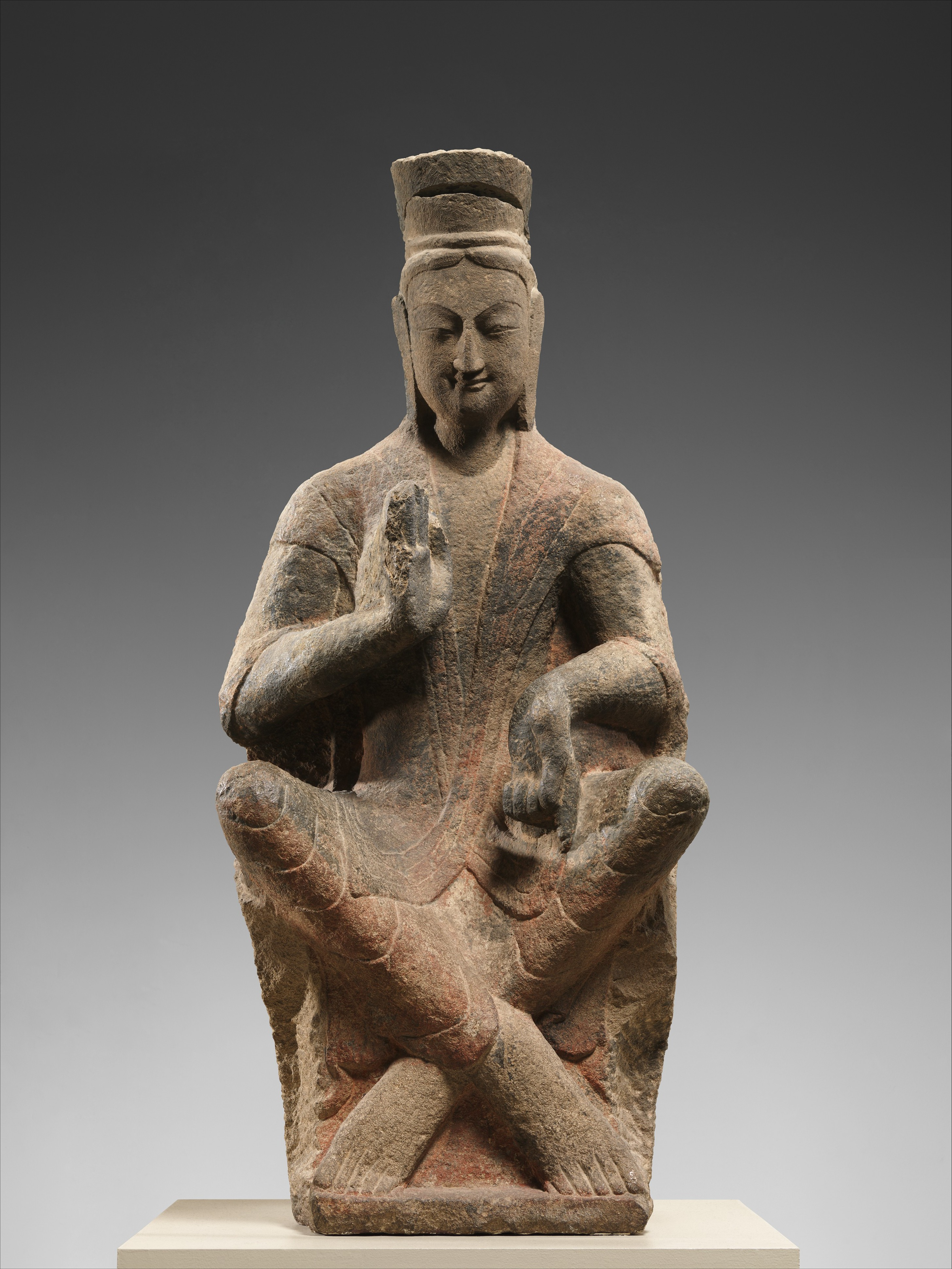
Bodhisattva con los tobillos cruzados.